# Rathamster
De rathamster (Tscherskia triton)  is een zoogdier uit de familie van de Cricetidae. De wetenschappelijke naam van de soort werd voor het eerst geldig gepubliceerd door de Winton in 1899.

## Voorkomen
De soort komt voor in China, Noord-Korea, Zuid-Korea en Rusland.